# Дом Льео-и-Мореры
Дом Льео-и-Мореры (кат. Casa Lleó i Morera) — шестиэтажное жилое здание в городе Барселоне (столице автономной области Каталония Королевства Испания), шедевр каталонского модерна, одно из наиболее ярких и значительных произведений Луиса Доменек-и-Монтанера. Расположено в районе Эшампле по адресу Пасео-де-Грасия, дом 35. Наряду со столь же знаменитыми домом Бальо и домом Амалье оно составляет жемчужину Барселоны — так называемый «Квартал раздора», известный разнообразием форм и деталей модерна.
На рубеже XIX и XX веков Барселона на волне промышленной революции стала превращаться из средневековой крепости в состоятельный буржуазный город. Стремительно обогащавшиеся промышленники не жалели средств на возведение зданий, споривших между собою своим роскошеством. В этот короткий период Барселона стала ареной для самовыражения целой плеяды талантливых архитекторов, скульпторов, декораторов.
Ничем не примечательное жилое здание, построенное в 1864 году, имело название Casa Rocamora и принадлежало семье фабрикантов Морера. В 1902 году глава семьи Антонио Морера-и-Бусо поручил реконструкцию здания Луису Доменек-и-Монтанеру, бывшему к тому времени уже одним из самых известных творцов каталонского модерна, конкурировавшим с самим Антонио Гауди. Заказчику не было суждено дожить до окончания строительства, работу в 1906 году принимал его сын Альберт Льео-и-Морера. В целях увековечивания имени владельца дома Доменек-и-Монтанер вплёл в орнамент, оформляющий здание, многочисленные изображения львов (Lleó) и тутовых деревьев (Morera).
Изогнутый фасад дома Льео-и-Мореры отличается богатством и сложностью форм, изысканным скульптурным орнаментом с геральдическими и растительными мотивами. Композиционным центром фасада является угловая застеклённая ротонда и акцентирующая её формы изящная башенка на углу дома. Первый этаж здания опоясан рядом розоватых мраморных колонн. Привлекают внимание выступающие балконы разнообразных форм с ажурными каменными ограждениями; большие круглые окна, разделённые пилястрами; застеклённые галереи пятого этажа.
К работе над скульптурным оформлением фасада и интерьеров дома Лео Морера был привлечён скульптор Эусеби Арнау. Окна первого этажа украшали две пары женских фигур с цветами (они не сохранились).
По краям широких балконов третьего этажа Арнау посадил четверых девушек, олицетворяющих технический прогресс (как его представляли себе в начале XX века). Каждая из них держит в руках одно из новейших достижений техники — фотоаппарат, телефон, фонограф и электрическую лампочку.
- Олицетворения технического прогресса
- Фонограф
- Электричество
- Телефон
- Фотоаппарат

Не менее пышно и внутреннее убранство дома Льео-и-Мореры — лестницы, узорчатые потолки, витражное остекление, мозаичные панно. Однако увидеть роскошные интерьеры нельзя — дом находится в частном владении семьи Нуньес-и-Наварро.
- Детали интерьера
- Вестибюль и лестница
- Работа Льюиса Бру-и-Салеллеса
- Витражная комната на первом этаже
- Пример оформления пространства над дверью
- Фрагмент потолка гостиной
- Люстра гостиной
- Мебель гостиной (выставлена в Национальном музее искусства Каталонии)